# Ali Baba
Ali Baba (în arabă علي بابا, transliterat: Ali Bāba) este un personaj de poveste din vechea Arabie. Apare în povestea „Ali Baba și cei 40 de hoți”, care la rândul ei este una din cele 1001 de povești ale Șeherezadei.

## Povestea
Ali Baba, în timp ce tăia lemne în pădure, observă un grup de 40 de hoți care își vizitau comorile furate. Comorile erau ascunse într-o peșteră a cărei intrare se deschidea la rostirea formulei magice „Sesam, deschide-te!” și se închidea când rosteai „Sesam, închide-te!”. Ali Baba aude formulele și, după ce hoții pleacă, intră în peșteră și ia câteva din bogățiile de acolo.
Ajuns acasă, împrumută de la cumnata sa  o balanță pentru a măsura cât aur avea. Fără știrea lui Ali, cumnata pusese o boabă de ceară în balanță, pentru a vedea ce măsoară acesta. Spre surprinderea ei, găsește lipită de ceară o monedă de aur, și îi spune și lacomului ei soț. Ali Baba îi povestește lui Cassim de peșteră, iar acesta se duce să ia și el din comoara hoților, însă la ieșire, de emoție, uită cuvintele magice care deschideau intrarea și rămâne blocat înăuntru. Hoții îl găsesc acolo și îl omoară.
Ali Baba se duce să-l caute și îi găsește trupul ciopârțit în bucăți, la gura peșterii, lăsat așa de hoți pentru a înfricoșa pe oricine ar mai încerca să intre. Aduce trupul ciopârțit acasă și, cu ajutorul Morgianei, o sclavă isteață a familiei lui Cassim, găsește un croitor pe care îl leagă la ochi și îl duce la casa lui Cassim. Croitorul coase bucățile de trup la loc, pentru ca nimeni să nu se întrebe ce s-a întâmplat, în timpul înmormântării.
Hoții, nemaigăsind trupul la intrarea în ascunzătoare, își dau seama că mai e cineva care știe de comoara lor. Unul dintre ei se duce în oraș să facă cercetări și află de croitorul care a fost legat la ochi. Se duce la el, îl leagă din nou la ochi și acesta reconstituie drumul până la casa unde a fost dus. Hoțul face un semn pe ușa casei, pentru a reveni la noapte cu ceilalți hoți să-i omoare pe toți cei care locuiau în acea casă. Însă Morgiana observă ce a făcut hoțul și marchează toate ușile caselor din vecinătate cu același semn. Când cei 40 de hoți au revenit în acea noapte, nu au reușit să își dea seama care e casa și șeful lor îl omoară pe hoțul care o marcase.
A doua zi hoții încearcă din nou, de data asta spărgând o bucățică din treapta de piatră de la intrarea casei. Morgiana din nou observă și face același lucru cu toate pietrele de la celelalte case. Al doilea hoț e omorât și el de către șef, care hotărăște să caute el însuși casa. De data asta memorează toate detaliile casei lui Ali-Baba, apoi revine sub deghizarea unui negustor de uleiuri, aflat în căutare de găzduire. Avea cu el 38 de catâri care cărau 38 de butoaie cu ulei, de fapt numai unul fiind cu ulei, în restul aflându-se ceilalți 37 de hoți (fără cei doi omorâți care dăduseră greș). Planul era să-l omoare pe Ali-Baba în somn. Din nou Morgiana descoperă planul și îi omoară pe hoți turnând ulei încins peste ei. Când șeful lor vine să-i scoată din butoaie îi găsește morți și fuge.
Pentru a se răzbuna, șeful revine după un timp ca neguțător, se împrietenește cu fiul lui Ali-Baba și într-o zi este invitat de familie la masă. Este însă recunoscut de Morgiana, care apoi execută un dans cu un cuțit, pe care îl înfige în inima șefului hoților când acesta nu era atent. Ali-Baba întâi se supără pe Morgiana, dar când află că hoțul încercase să-l omoare, îi redă Morgianei libertatea și o mărită cu fiul său.